# Trappistenkloster Maromby
Das Kloster Maromby (auch Monastera Masina Maria Maromby; lat. Monasterium Beatae Mariae de Maromby) ist seit 1958 ein Kloster der Trappisten in Fianarantsoa im Erzbistum Fianarantsoa (Madagaskar).

## Geschichte
Das Kloster Mont des Cats (vertreten durch Abt Achille Nivesse) gründete 1958 in Fianarantsoa auf Madagaskar das von Erzbischof Xavier Ferdinand Thoyer SJ gewünschte Trappistenkloster Maromby (Monastera Masina Maria), das 1967 zum Priorat und 2002 zum selbständigen Priorat erhoben wurde.
Obere:
- Firmin Deboes (1958–1960, 1963–1972)
- Jacques Rohart (1960–1962)
- Alexandre Decabooter (1962–1963) (1966–1986 Abt der Trappistenabtei Désert)
- Daniel Curely (1972–1996)
- Edmond Rakotovao (1996)
- Alain Fauvarque (1997–1999)
- Marc-André di Pea (1999–2002, 2008–2016)
- Jean-Chrysostome Randriamahazosoa (2002–2008)
- Timon Rakotofanomezana (2016–2018)
- Jean-Chrysostome Randriamahazosoa (2018–)